# Comuna Cervona Dolîna, Snihurivka
Cervona Dolîna (în ucraineană Червона Долина) este o comună în raionul Snihurivka, regiunea Mîkolaiiv, Ucraina, formată din satele Cervona Dolîna (reședința) și Pokrovske.

## Demografie
Componența lingvistică a comunei Cervona Dolîna
     Ucraineană (94,26%)
     Rusă (3,87%)
     Alte limbi (0,75%)
Conform recensământului din 2001, majoritatea populației comunei Cervona Dolîna era vorbitoare de ucraineană (94,26%), existând în minoritate și vorbitori de rusă (3,87%).